# 사모아 요리

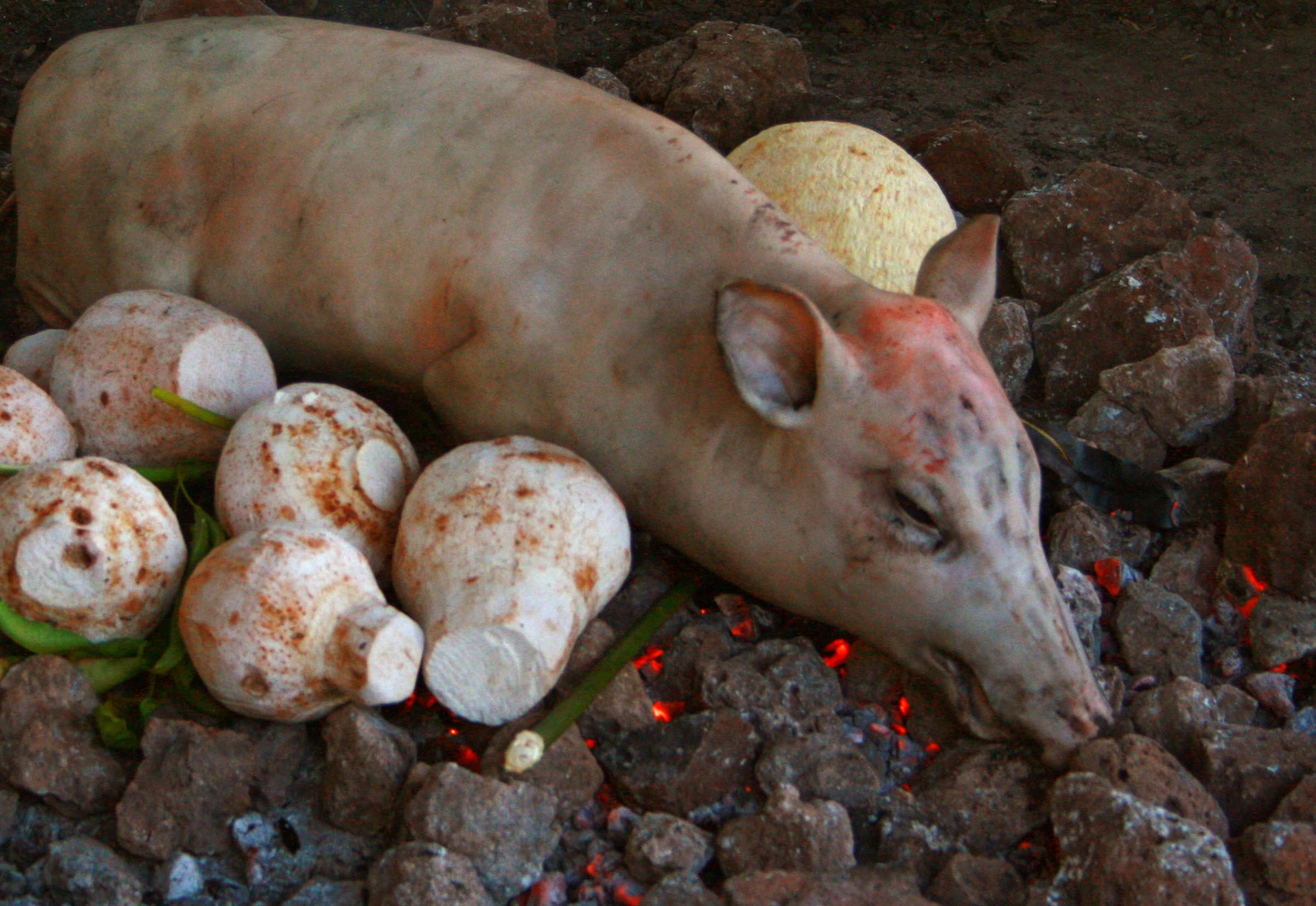

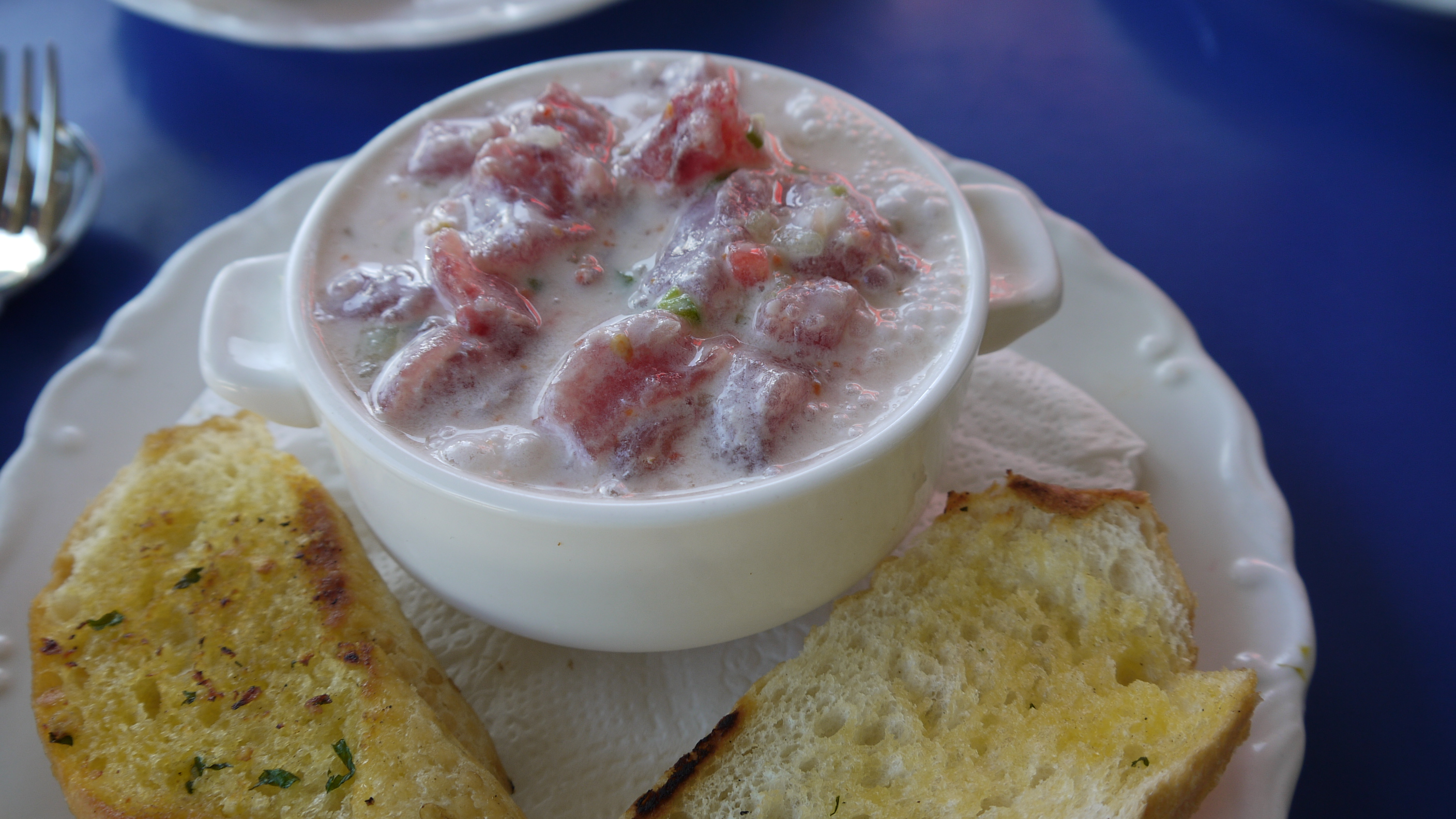

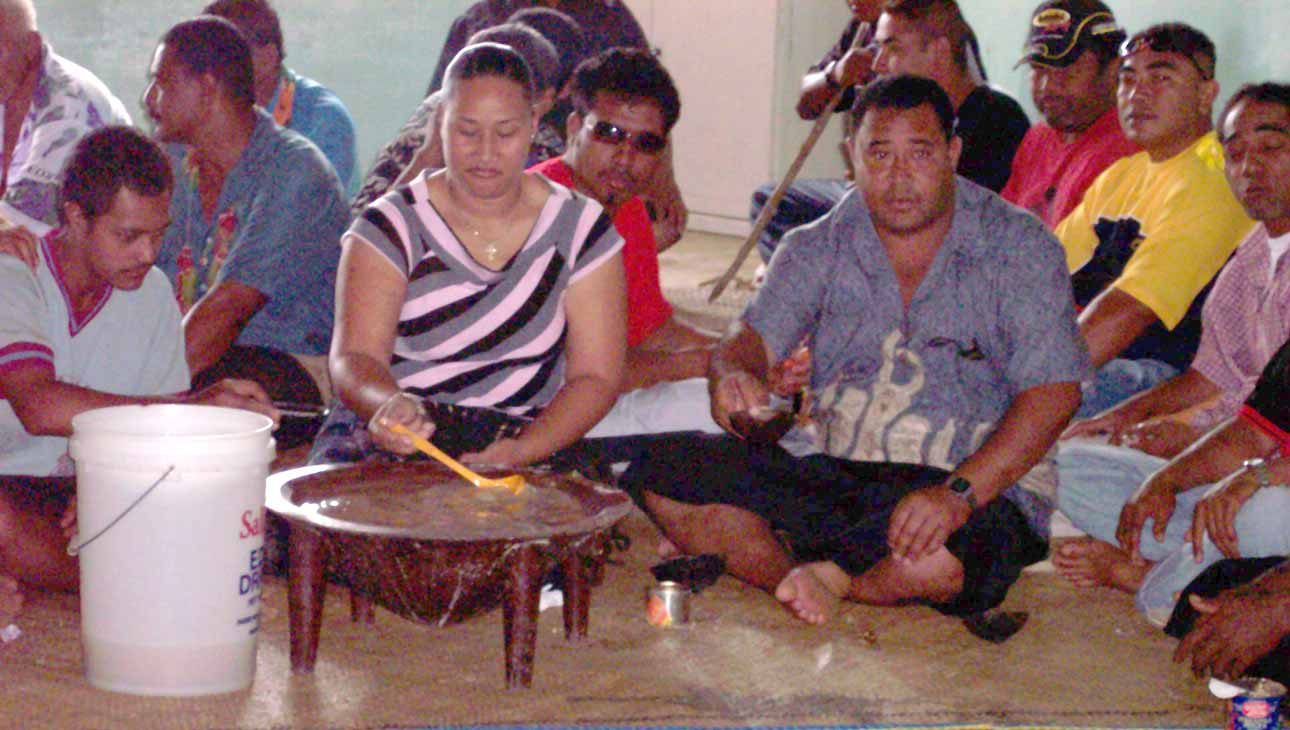

사모아 요리(Samoa 料理, 사모아어: meaʻai faʻa-Sāmoa 메아아이 파아사모아, 영어: Samoan cuisine 서모언 퀴진[*])는 폴리네시아 지역에 있는 사모아의 요리이다.

## 같이 보기
- 폴리네시아 요리